# Абрамович, Франц Викентьевич
Абрамович Франц Викентьевич (1864—1933) — русский и советский хирург, доктор медицины.

## Биография
Родился в 1864 году в деревне Клессель Минской губернии.
С 1881 года учился в Черниговской гимназии, которую окончил в 1883 году и поступил на медицинский факультет Киевского университета Св. Владимира. В 1886 году перевёлся в Императорскую военно-медицинскую академию и окончил её с отличием в 1889 году. В 1888—1889 гг. принадлежал к центральной организации петербургского студенчества («Кадровики»).
По окончании академии работал земским врачом в Петергофском уезде, в 1894 г. переехал в село Каменское Тверской губернии, где заведовал до ноября 1902 года местной фабрично-земской больницей, а затем стал старшим врачом Тверской губернской больницы.
В 1900 году стал доктором медицины. Принимал участие в русско-японской войне в качестве хирурга перевязочного отряда; был награждён орденом Святого Станислава 3-й степени. За свою прогрессивную политическую деятельность на посту председателя Общества врачей Тверской губернии Ф. В. Абрамович подвергался преследованиям властей вплоть до снятия с работы.
В 1914—1923 гг. работал в Гомеле, заведуя хирургическим отделением, а с 1923 года — в Мозыре.
Умер 10 мая 1933 года от сыпного тифа, заразившись при обследовании тяжёлого больного.

## Известные работы
Ф. В. Абрамовичем было опубликовано 22 научные работы. Был активным участником многих российских и всесоюзных съездов хирургов, украинских и первого Белорусского съезда хирургов в 1929 г.
- Мысли читателя по поводу ст. проф. Фёдорова: «Хирургия на распутьи» // Новый хирургический архив. — 1927. — Т. 12. — Кн. 1. — С. 107—113.
- К вопросу о радикальной операции паховых грыж // Труды 18-го съезда российских хирургов.- М., 1927.
- Труды 28-го съезда Российских хирургов. — Москва, 1926.
- О кровоостанавливающем действии водяного пара и горячего воздуха при ранениях печени : дис. на степень д-ра медицины : из патолого-анатомического отдела Имп. Института Экспериментальной Медицины / Ф. В. Абрамович; цензор: К. Н. Виноградов, Н. А. Вельяминов, Г. Ф. Цейдлер. — С.-Петербург : «Т-во Художественной Печати», 1900. — 124 с. — (Серия докторских диссертаций, допущенных к защите в Императорской Военно-Медициинской Академии в 1899—1900 учебном году; № 53).